# 8867 Tubbiolo
8867 Tubbiolo este un asteroid din centura principală de asteroizi.

## Descriere
8867 Tubbiolo este un asteroid din centura principală de asteroizi. A fost descoperit pe 29 ianuarie 1992 la Kitt Peak National Observatory în cadrul proiectului Spacewatch. El prezintă o orbită caracterizată de o semiaxă mare de 2,87 ua, o excentricitate de 0,03 și o înclinație de 2,4° în raport cu ecliptica.